# Huang Yu-Shin
Huang Yu-Shin (26 de noviembre de 1971) es una deportista taiwanesa que compitió en judo.
Ganó dos medallas en los Juegos Asiáticos, en los años 1990 y 1994, y dos medallas en el Campeonato Asiático de Judo, en los años 1991 y 1993.

## Palmarés internacional
| Representando a China Taipéi |                   |                   |           |
| Juegos Asiáticos             |                   |                   |           |
| Año                          | Lugar             | Medalla           | Categoría |
| 1990                         | Pekín (China)     | Medalla de bronce | –48 kg    |
| 1994                         | Hiroshima (Japón) | Medalla de bronce | –48 kg    |
| Campeonato Asiático          |                   |                   |           |
| Año                          | Lugar             | Medalla           | Categoría |
| 1991                         | Osaka (Japón)     | Medalla de plata  | –48 kg    |
| 1993                         | Macao (Portugal)  | Medalla de bronce | –48 kg    |